# Movimento Democrático Brasileiro (1980)
O Movimento Democrático Brasileiro (MDB) é um partido político brasileiro de centro fundado em 1980 e registrado definitivamente no ano seguinte. Foi criado para dar continuidade ao partido de mesmo nome que existia como oposição legal durante a ditadura militar (1964-1985).
Na sua fundação em 1980, foi denominado Partido do Movimento Democrático Brasileiro (PMDB) devido à legislação que determinava o uso da expressão "Partido" no início de todas as legendas da época. Em 2017, o partido excluiu o "P" e voltou a ser MDB, mesmo nome durante a ditadura. Em sua página oficial, o MDB define-se como partido de centro. Entretanto, é considerado por grande parte dos cientistas políticos como um partido "guarda-chuva", pois seus dirigentes permitem alianças à direita e à esquerda. 
Quando surgiu em 1980, chegou a ser definido como partido de "centro-esquerda" por Maria Kinzo, primeira acadêmica a publicar um trabalho robusto sobre a história da sigla em 1988. A partir da Assembleia Nacional Constituinte de 1988, o partido passou por transformações que geraram divisões e dissidências, como o PSDB. Durante o governo Sarney, o MDB foi decisivo na criação do SUS e do IBAMA, mas fracassou na apresentação de planos econômicos, como o Plano Cruzado, de caráter intervencionista na economia. Entre os anos 1990 e 2000, o MDB passou por divisões internas entre alas com diferentes posicionamentos, expressos por suas lideranças majoritariamente estaduais. Em 2016, as alas se uniram em torno do governo Michel Temer, então presidente nacional do MDB, que adotou políticas de cunho liberal na economia, como as propostas do Teto de Gastos e da Reforma Trabalhista, ambas muito criticadas pela esquerda.
Em dezembro de 2024, o partido possuía 2.069.493 filiados, sendo o maior do país. Atualmente também é o partido com mais prefeitos e vereadores. Além de ter sido o partido dos ex-presidentes da república Tancredo Neves, José Sarney e Michel Temer, ao longo da história, o MDB deu apoio aos ex-presidentes Itamar Franco (que ficou sem partido durante a presidência de 1992-1994), Fernando Henrique Cardoso (PSDB), Luiz Inácio Lula da Silva (PT) e Dilma Rousseff (PT).  Durante o mandato de Jair Bolsonaro, o MDB apresentou alinhamento de 90% com a agenda do governo do presidente nas votações da Câmara (até junho de 2022). Atualmente faz parte da administração federal com a ocupação de três ministérios importantes.

## História
O MDB surgiu em 15 de janeiro de 1980 e teve seu registro deferido em 30 de junho de 1981, após a nova Lei dos Partidos Políticos ter resgatado o pluripartidarismo. Os militares visavam assim enfraquecer o MDB ao obrigarem a renomeação de todas as agremiações, exigindo de todos o designativo de "partido" no início do seu nome. Esses ditames incutiram no MDB a necessidade de uma continuação programática e nisso Jorge Singh, presidente do diretório municipal do MDB em Guarulhos, sugeriu o acréscimo da letra "P" à sigla "MDB" de modo a preservar o nome tradicional.

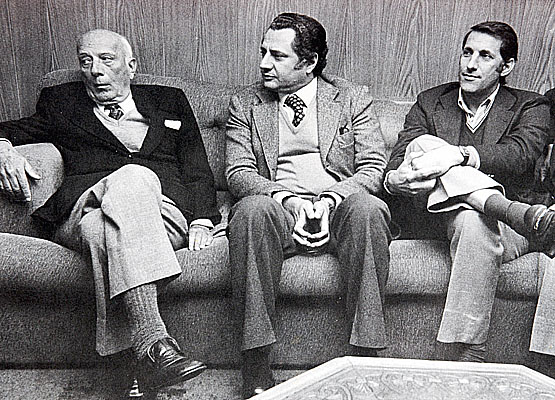
Ulysses Guimarães, Magalhães Teixeira e Orestes Quércia.

Há controvérsia sobre se o PMDB seria o MDB com outro nome, ou se seria apenas um partido sucessor político desse. Formalmente, a Lei dos partidos políticos de 1979 extinguiu MDB e ARENA, e embora o site do TSE aponte a fundação do PMDB como 1981, há fontes que apontam que o PMDB seria, na verdade, o MDB com novo nome.
Extinta a ARENA, os governistas criam o PDS. Como amálgama do antigo quadro bipartidário, Tancredo Neves funda o PP e lideranças sindicais paulistas constituem o PT, liderados por Luiz Inácio Lula da Silva. Por fim, a disputa pelo legado de Getúlio Vargas resulta na recriação do PTB liderado por Ivete Vargas (sua sobrinha-neta) e pela fundação do PDT por Leonel Brizola, petebista histórico. O antigo MDB perdia então o monopólio das oposições.
Temeroso quanto a um novo avanço da oposição o governo adia as eleições municipais de 1980 por meio de uma emenda constitucional do deputado Anísio de Souza e posteriormente implementa um pacote eleitoral que proíbe as coligações, institui a sublegenda e o voto vinculado nas eleições gerais de 1982, medidas que inviabilizaram o Partido Popular de Tancredo Neves e levaram suas lideranças a optarem pela incorporação ao PMDB com os dissidentes seguindo rumo ao PDS.

### Eleições de 1982
Em 15 de novembro de 1982, o partido elegeu nove governadores: Franco Montoro em São Paulo e Tancredo Neves em Minas Gerais e triunfou nos três estados da Região Norte onde houve eleições (Gilberto Mestrinho no Amazonas, Jader Barbalho no Pará e Nabor Júnior no Acre), além de vencer com Gerson Camata no Espírito Santo, José Richa no Paraná, Iris Rezende em Goiás e Wilson Martins em Mato Grosso do Sul. Apurados os votos, ficou estabelecida a polarização entre o PDS e o PMDB, embora o PDT tenha conquistado o governo do Rio de Janeiro com Leonel Brizola.

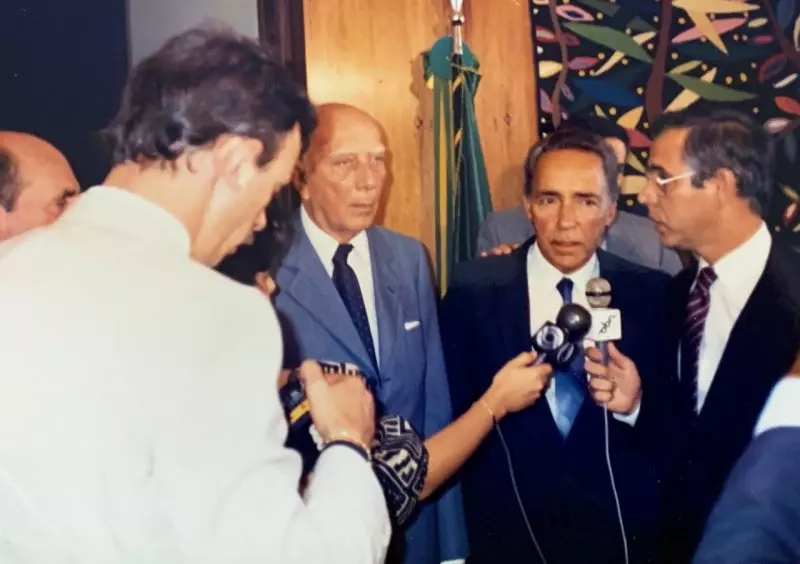
Pedro Ivo Campos e Ulysses Guimarães.

Mesmo entrevado pelos casuísmos do voto vinculado (sistema no qual o eleitor era obrigado a votar apenas em candidatos de um mesmo partido) e das sublegendas (no caso das disputas para o Senado Federal e para as prefeituras, os partidos podiam apresentar mais de um candidato), o PMDB elegeu nove senadores, duzentos deputados federais, quatrocentos e quatro deputados estaduais e mil trezentos e setenta e sete prefeitos.

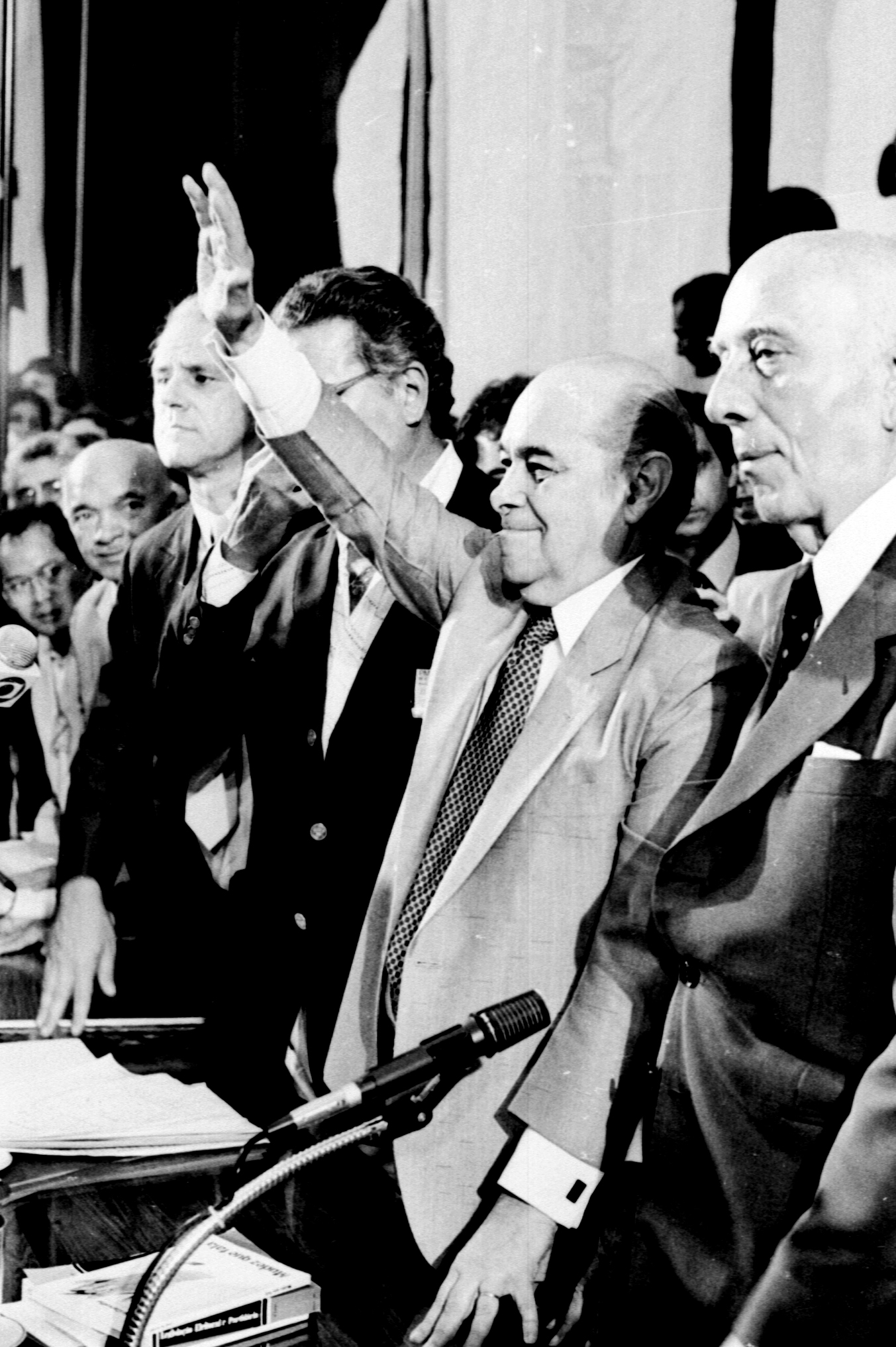
Tancredo Neves e Ulysses Guimarães durante a passeata das Diretas Já.

Ao longo da década de 1980 o PMDB colheu os frutos de sua pregação oposicionista durante os anos de governo militar em razão de seu desempenho nas eleições de 1982 enquanto nas hostes do governo os debates acerca da sucessão presidencial expunham fissuras à medida que tanto nomes civis quanto militares eram aventados como alternativas à continuidade do regime. Ausente o consenso no PDS, o presidente João Figueiredo abdicou de coordenar a escolha de seu sucessor e nisso o vácuo político foi ocupado pela oposição, tendo o PMDB à frente.

### Diretas Já
Em 31 de março de 1983 foi realizado no município pernambucano de Abreu e Lima o primeiro comício a favor do restabelecimento das eleições diretas para Presidente da República, evento basilar do movimento Diretas Já, cujo elemento aglutinador foi a emenda Dante de Oliveira, assim denominada em homenagem ao autor da preposição.
Logo vieram os comícios em São Paulo e Olinda ao final do ano e durante os quatro primeiros meses de 1984 uma série de passeatas, manifestações e comícios eclodiram pelo país em apoio a causa liderados por Ulysses Guimarães, denominado como o "Senhor Diretas", Franco Montoro e Tancredo Neves. Todavia, uma manobra regimental do governo derrubou a emenda em votação realizada na Câmara dos Deputados em 25 de abril de 1984.

### Tancredo Neves e o Colégio Eleitoral
Ao frustrarem as eleições diretas, as forças governistas acabaram propiciando o surgimento de Tancredo Neves como alternativa à sucessão de João Figueiredo. A essa altura alguns presidenciáveis do PDS refluíram em suas pretensões e a derrota de Mário Andreazza frente a Paulo Maluf na convenção havida em agosto de 1984 sacramentou o apoio dos dissidentes do PDS a Tancredo Neves através da indicação do senador José Sarney como vice-presidente na chapa que venceu Maluf por 480 votos a 180 no Colégio Eleitoral em 15 de janeiro de 1985, havendo 26 abstenções.

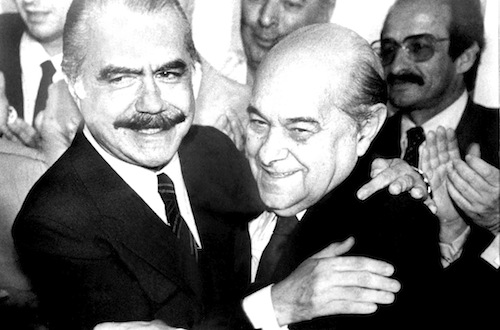
O presidente-eleito, Tancredo Neves, comemora o resultado da eleição junto a seu vice, José Sarney.

A morte de Tancredo frustra os anseios da nação quanto ao cumprimento de suas promessas de campanha, mas a postura ínclita de Ulysses Guimarães e as multidões presentes às exéquias do líder morto produzem o ambiente necessário para uma transição pacífica. Nesse ínterim o vice-presidente José Sarney assume o governo e põe em marcha as metas da Nova República. Coube a José Sarney fazer o juramento no Congresso Nacional: "prometo manter, defender e cumprir a Constituição. Observar as leis, promover o bem geral e sustentar a união, a integridade e a independência do Brasil".

### Era pós-Ulysses
Instado na oposição após as eleições presidenciais de 1989, o PMDB foi surpreendido pelo anúncio do primeiro nome da equipe "collorida", o deputado federal peemedebista Bernardo Cabral. Relator-geral da Constituinte, ele permaneceu no Ministério da Justiça por sete meses até ser substituído pelo senador Jarbas Passarinho. Nas eleições daquele ano o desgaste do governo José Sarney afetou o PMDB que viu cair o número de governadores de vinte e dois em 1986 para apenas sete (Amazonas, Pará, Tocantins, Paraíba, São Paulo, Paraná e Goiás) após quatro anos embora as unidades federativas com direito a eleger seus governadores tenham subido de vinte e três em 1986 para vinte e sete em 1990 (graças ao direito adquirido pelo Distrito Federal, a criação do estado de Tocantins e a elevação dos territórios federais de Amapá e Roraima ao patamar de estados). No Congresso Nacional, o recuo peemedebista também foi significativo, pois se ao renovar dois terços do Senado Federal em 1986, o partido obteve mais de 75% das vagas, na troca de um terço das cadeiras em 1990, esse percentual caiu para 25% embora Amapá e Roraima tivessem seis vagas a preencher. Na Câmara dos Deputados o aumento de vagas de 487 para 503 marcou o refluxo do PMDB de 260 para 108 cadeiras, embora conservando a maior bancada. Outras perdas foram a saída de Miguel Arraes rumo ao Partido Socialista Brasileiro e as de outros ex-governadores como Amazonino Mendes e Epitácio Cafeteira para o Partido Democrata Cristão.
Entretanto o mais significativo triunfo nas eleições aconteceu em São Paulo, com a vitória de Luiz Antônio Fleury Filho sobre Paulo Maluf em segundo turno. Apoiado por Orestes Quércia, Fleury repetiu os passos de seu pretor na disputa pelo Palácio dos Bandeirantes, pois tal como em 1986, o PMDB viu seu candidato iniciar o despique com números modestos nas pesquisas de opinião num cenário onde Maluf polarizava com Mário Covas (PSDB). Ao longo da campanha os índices de Fleury subiram à medida que o duelo entre malufistas e tucanos se intensificava e nisso ele conquistou a vaga no segundo turno e venceu a contenda. Fortalecido pela vitória, Quércia foi eleito presidente do PMDB em 1991 em lugar de Ulysses Guimarães, na primeira troca de comando partidário após vinte anos. A gestão quercista foi marcada pela ação favorável do partido em relação ao impeachment e o subsequente afastamento de Fernando Collor da Presidência da República ao longo de 1992, mas o acontecimento mais impactante para o partido foi a morte de Ulysses vítima de acidente aéreo ocorrido no litoral fluminense em 12 de outubro do referido ano. Em 1993 Orestes Quércia renunciou à presidência do partido alegando ser vítima de "traição" por parte de seus correligionários e foi substituído por Luiz Henrique da Silveira. Politicamente enfraquecido, obteve um modesto quarto lugar nas eleições presidenciais de 1994 com apenas 2.771.788 sufrágios e viu Fernando Henrique Cardoso ser eleito em primeiro turno.
O mau desempenho de Orestes Quércia acentuou as dissensões partidárias existentes desde a campanha e assim parte do PMDB aderiu ao governo Fernando Henrique apesar de o partido ser formalmente oposicionista, ou seja, diferente do que houve na "postura de coalizão" para com Itamar Franco, na gestão de seu sucessor o PMDB se posicionou tanto na oposição quanto no governo, pois embora a cúpula agisse com rechaço, o novo presidente concedeu duas pastas para a cota peemedebista: o Ministério da Justiça foi entregue a Nelson Jobim e o Ministério dos Transportes ao também gaúcho Odacir Klein sob os auspícios de José Sarney, entronizado na presidência do Senado para o biênio 1995/1997. Mesmo com a mudança de seus titulares, os dois ministérios permaneceram nas mãos do PMDB embora a disputa interna entre grupos pró e contra o governo recrudescesse como, por exemplo, no caso da convenção nacional de 1998 que acabou não referendando nenhum candidato a presidente. Em meio a tantas refregas seus filiados e simpatizantes se dividiram entre apoiar a reeleição de Fernando Henrique Cardoso ou apostar nos nomes de Luiz Inácio Lula da Silva, como no Paraná, e Ciro Gomes, como em Minas Gerais, pela oposição. Reeleito o chefe do Executivo, o partido conservou seu quinhão trocando Iris Rezende por Renan Calheiros no Ministério da Justiça ao passo que o Ministério dos Transportes ora ficou nas mãos de Eliseu Padilha, ora nas de João Henrique de Almeida Sousa. De tão morgado ao governo tucano o PMDB firmou em 2002 a coligação "Grande Aliança" que apresentou Rita Camata como candidata a vice-presidente na chapa de José Serra, desígnio frustrado pela vitória de Lula em segundo turno.

### No Governo Lula

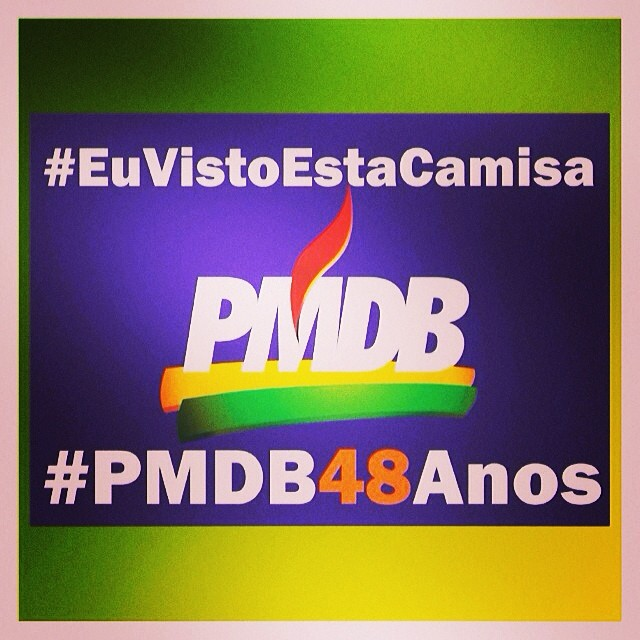
Cartaz de comemoração de 48 anos do partido em 2014.

Com a posse de Luiz Inácio Lula da Silva em 1.º de janeiro de 2003 houve gestões para agregar o partido à coalizão situacionista, entretanto as negociações só viriam a se concretizar em janeiro do ano seguinte quando foram oferecidos ao PMDB os ministérios das Comunicações, Minas e Energia e Previdência Social. Lideranças outrora alinhadas a Fernando Henrique se aproximaram do governo e assim José Sarney e Renan Calheiros (duas vezes) ocuparam a presidência do Senado entre 2003/2007 e João Henrique a presidência dos Correios. No segundo mandato de Lula o partido perdeu a Previdência Social mas foi contemplado com Gedel Vieira Lima no Ministério da Integração Nacional e com a escolha de Nelson Jobim para o Ministério da Defesa. Ao todo o PMDB detém seis ministérios. No sentido inverso senadores como Pedro Simon, Mão Santa e Jarbas Vasconcelos se mantêm na oposição.
O PMDB é criticado pelo cientista político Marcus Figueiredo por ter hoje uma postura muito diversa dos tempos em que era liderado por Ulysses Guimarães.
| “                                                 | Depois da criação do PSDB e a eleição presidencial que deu expressão nacional a outros partidos, o PMDB se tornou uma federação de lideranças regionais e perdeu expressão. Essa crise ajuda a mostrar como os rostos do PMDB são quase todos ilustres desconhecidos nacionalmente, muitos deles baseados mais em redutos eleitorais do que em plataformas sólidas. | ” |
| — Marcus Figueiredo, cientista político do Iuperj | |   |

Entre 2010 e 2011, após a morte de Orestes Quércia, os aliados de Michel Temer tomaram o PMDB paulista com o objetivo de fazer crescer a filiação de membros até as eleições de 2012. Temer era praticamente desconhecido no partido, e o fortalecimento de seu nome é atribuído às articulações feitas por Arlon Viana.

### Impeachmentde Dilma

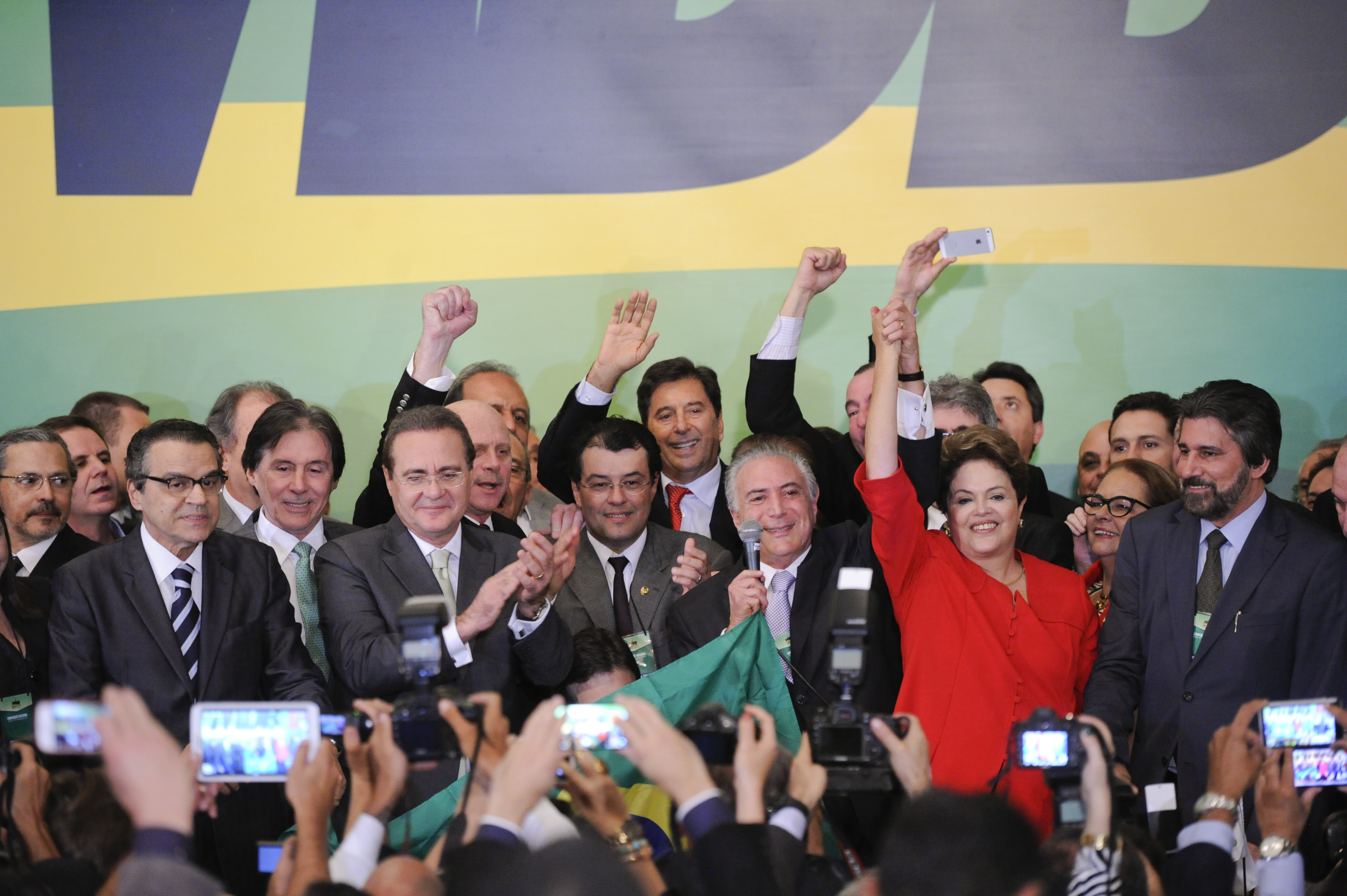
Convenção Nacional do PMDB em junho de 2014.

Após as eleições de 2014, o PMDB indicou e elegeu o então deputado Eduardo Cunha (RJ) como presidente da Câmara dos Deputados, contando com 267 votos do chamado "Centrão". Após a descoberta de contas na Suíça e diversas denúncias, parlamentares do PSOL e da REDE entraram com um processo de cassação do mandato de Eduardo Cunha no Conselho de Ética. Em 2 de dezembro de 2015, Cunha decidiu aceitar o pedido de impeachment de Dilma formulado pelos juristas Hélio Bicudo, Janaína Paschoal e Miguel Reale Júnior.
A partir de 2016, o PMDB apoiou em peso o impeachment, mesmo com tentativas por parte de Leonardo Picciani (RJ) de impedi-lo. Na Comissão Especial, votaram a favor 5 deputados e contra 3. Já na votação da Câmara, o partido forneceu 59 votos a favor e apenas 7 contra. No Senado o debate se intensificou, com senadores como Roberto Requião (PR) e Kátia Abreu (TO) defendendo rigorosamente que a presidente não cometeu crime de responsabilidade. Em 31 de agosto de 2016, na votação definitiva, 17 senadores votaram a favor do impeachment e somente os dois votaram contra. No mesmo dia, Michel Temer assumiu como presidente da República efetivo, após o afastamento de Dilma Rousseff.

### Governo Temer e volta do nome MDB

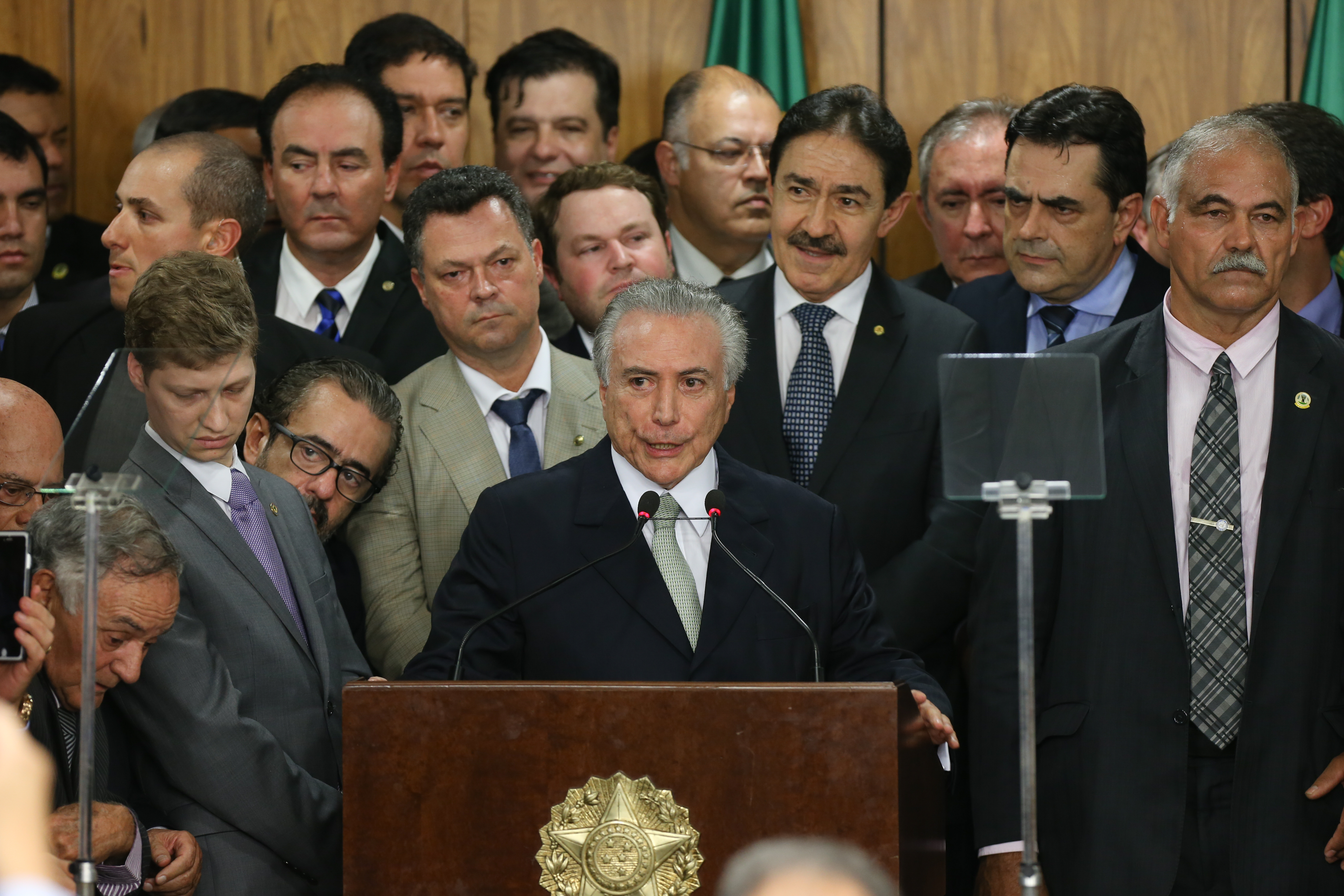
Posse dos novos ministros do Governo Temer em 12 de maio de 2016.

Michel Temer assumiu a presidência interinamente em 12 de maio de 2016. Temer contou com diversos partidos, tanto apoiadores do Governo Dilma quanto oposicionistas para compor o seu gabinete, dentre eles: PSDB, DEM, PP, PR, PSB, PSD, PPS, PTB, PRB e PV, compondo uma ampla base parlamentar — mesmo que fragmentada. Seu principal objetivo é implementar reformas de caráter liberal, como a PEC 55, que limita gastos públicos, a Reforma da Previdência, a Reforma Trabalhista e a Reforma do Ensino Médio.
Em 1º de julho, uma pesquisa do Ibope, encomendada pela Confederação Nacional da Indústria (CNI) apontou que 39% dos brasileiros avaliam o governo do presidente interino como ruim ou péssimo, enquanto 13% avaliam o governo como ótimo ou bom e 36% acham que ele é regular. Entre os ouvidos, 13% não souberam ou não quiseram responder. O levantamento foi feito de 24 a 27 de junho e foram ouvidas 2.002 pessoas em 141 municípios. O grau de confiança da pesquisa é de 95%. A margem de erro é de dois pontos percentuais, para mais ou para menos. O Ibope também perguntou se o entrevistado aprovava ou não a maneira de Temer governar: 53% disseram desaprovar e 31% afirmaram aprovar. Outros 16% disseram não saber ou não quiseram responder. Entre os ouvidos, 66% afirmaram não confiar no presidente interino. O percentual de pessoas que disseram confiar em Temer é de 27%. Outros 7% não souberam ou não quiseram responder.
O governo passou por polêmicas, tendo perdido até novembro seis ministros, em um período de seis meses. Em 15 de dezembro de 2016, foi promulgada a PEC do Teto dos Gastos Públicos.
Nas eleições municipais de 2016 elegeu 1038 prefeituras, 17 a mais que em 2012, se mantendo como o partido com maior número de prefeituras. Elegeu 3 prefeitos de capitais: Irís Rezende em Goiânia, Gean Loureiro em Florianópolis e Emanuel Pinheiro em Cuiabá.
O partido obteve fraco desempenho nas cidades de São Paulo e Rio de Janeiro, mesmo tendo possuído grandes chances de vitória durante toda a campanha. Para a prefeitura de São Paulo, apostou na candidatura de Marta Suplicy, com apoio do PSD, ficando em 4º lugar (10,14% dos votos) atrás de Celso Russomano (PRB), Fernando Haddad (PT) e do vitorioso João Dória (PSDB). Para a prefeitura do Rio de Janeiro, apostou em Pedro Paulo, quadro que havia apoiado Aécio Neves nas eleições presidenciais de 2014, ficando em 3º lugar (16.12%), atrás de Marcelo Freixo (PSOL) e Marcelo Crivella (PRB).
Em agosto de 2017, por sugestão do presidente interino do Romero Jucá, o partido resolveu a voltar a se chamar MDB, como na década de 70.  Jucá chegou a promover um concurso para também mudar sua logomarca, mas a ideia acabou abandonada por pressões da ala mais tradicional e também pela militância. Desde os anos 1990, o MDB mantém a mesma logomarca, com exceção do "P". A mudança foi uma tentativa de amenizar o desgaste político devido à crise econômica de 2014 e à Operação Lava Jato, em que dirigentes do MDB foram investigados. A volta do uso do nome "MDB" não resultou em alterações, ações e definições políticas.. Em votação durante convenção nacional extraordinária em Brasília, realizada na terça-feira do dia 19 de dezembro de 2017, os delegados do partido aprovaram a troca de nome da sigla de PMDB para MDB (a volta do nome Movimento Democrático Brasileiro). Por 325 votos a 88, a legenda MDB foi escolhida por ter sido a da oposição durante a Ditadura Militar e de ter aglutinado os interesses dos movimentos sociais e sindicais que faziam resistência ao regime. A nova designação foi submetida à aprovação pelo Tribunal Superior Eleitoral (TSE), pois dela dependia, e e esta foi obtida em 15 de maio de 2018, quando também se rejeitaram as contestações dos diretórios municipais de Curitiba, Porto Alegre e Florianópolis quanto à renomeação. A volta do nome "MDB" não foi capaz de impedir a pior derrota do partido desde a redemocratização. Em 2018, a bancada do MDB na Câmara diminuiu para 34 deputados. Em 2014, como PMDB, o partido havia conquistado 66 cadeiras na Câmara. Candidato a presidente pelo PMDB, o ex-ministro da Fazenda Henrique Meirelles obteve apenas 1,8% dos votos válidos. Houve também derrotas significativas para o Senado. Então presidente do Senado, Eunício Oliveira, tesoureiro nacional do MDB. não foi reeleito. O mesmo ocorreu com Romero Jucá, então primeiro vice-presidente do MDB que, nos últimos anos, havia exercido a presidência nacional da sigla 

### Governo Bolsonaro e renovação do comando do partido
Após a derrota em 2018, os dirigentes do MDB passaram a discutir a troca no comando do partido e um novo posicionamento diante do governo Jair Bolsonaro. No início de 2019, o recém-eleito governador do Distrito Federal, Ibaneis Rocha, tentou articular sua candidatura à presidência nacional do MDB junto com o ex-presidente Michel Temer. A articulação foi frustrada pela bancada da Câmara, que resolveu apoiar a eleição do deputado federal paulista Baleia Rossi, do MDB de São Paulo, mesma seção de Temer.
Após conseguir o apoio dos deputados emedebistas, Baleia buscou um acordo com a bancada do Senado, que indicou o nome do senador Marcelo Castro como tesoureiro nacional (Castro havia sido ministro do governo Dilma Rousseff, e como deputado federal votara contra o impeachment em 2016). Em 06 de outubro de 2019, em convenção nacional realizada em Brasília, Baleia Rossi foi reeleito por unanimidade como presidente nacional do MDB. Em discurso durante a convenção, ele afirmou que o partido deveria adotar uma linha de independência e que o partido não deveria aceitar cargos governo Jair Bolsonaro. 
Em abril de 2020, em meio à crise de Bolsonaro com o Congresso, o MDB foi convidado a fazer indicações para o Ministério, mas Baleia Rossi rechaçou a proposta. 
Contudo, no Congresso, as bancadas do partido apoiou projetos do governo, sobretudo na área econômica, como a Reforma da Previdência, projeto criticado por partidos de esquerda.
Nas eleições municipais de 2020, o partido elegeu cinco prefeitos nas capitais entre eles Arthur Henrique em Boa Vista, Maguito Vilela em Goiânia, Sebastião Melo em Porto Alegre, Dr. Pessoa em Teresina e o reeleito Emanuel Pinheiro em Cuiabá. O partido conseguiu se manter na liderança do ranking nacional, mas diminuiu o número de prefeitos para 774.
Simone Tebet foi candidata do partido à presidência do Brasil nas eleições de 2022, em que apresentou uma campanha centrista e social liberal, no chamado "Centro Democrático". Durante a campanha houve críticas ao candidato à reeleição Jair Bolsonaro (PL) por sua atuação durante a pandemia de COVID-19, ao mesmo tempo em que o partido se posicionou como liberal na economia e em defesa da democracia. Como resultado, o partido elegeu 42 deputados federais, garantiu a continuidade dos governos de Ibaneis Rocha (DF) e Hélder Barbalho (PA) (no 2º turno, elegeu também o governador de Alagoas, assim, continuou governando os mesmos estados nas eleições de 2018), tendo ficado em terceiro lugar na disputa presidencial, com 4,16% dos votos (aproximadamente 5 milhões de votos), o que significou um crescimento em relação a 2018. No 2º turno, o partido ficou neutro, mas Simone Tebet apoiou Lula da Silva e justificou tal apoio como defesa da democracia.

### 3º governo Lula
No 3º governo Lula, o MDB ocupou 3 ministérios: o ex-governador de Alagoas Renan Filho assumiu o Ministro dos Transportes, a ex-senadora Simone Tebet assumiu o Planejamento e Jader Filho assumiu o Ministério das Cidades.  Mesmo assim, para o jornal Gazeta do Povo, o partido se tornou o principal adversário do presidente.
No dia 9 de janeiro de 2023, após as Invasões na Praça dos Três Poderes por radicais bolsonaristas, Ibaneis Rocha (MDB) foi afastado do cargo por 90 dias por determinação de Alexandre de Moraes, ministro do Supremo Tribunal Federal, por suposta omissão em coibir os ataques. Em 15 de março de 2023, Moraes revogou o afastamento e o governador voltou a exercer o mandato imediatamente.
Durante as eleições municipais de 2024, destacou-se a eleição municipal de São Paulo em 2024, que foi marcada por forte nacionalização da campanha, com a disputa extrapolando os limites da cidade e sendo tratada como termômetro político para 2026: de um lado, Lula e o PT entraram de forma direta na candidatura de Guilherme Boulos (PSOL), enquanto, do outro, um bolsonarismo     sem rumo, uma vez que embora uma ala pragmática, liderada por Tarcísio de Freitas (Republicanos), tinha costurado aliança para apoiar Ricardo Nunes (MDB), outros mais ligados a redes sociais, como Nikolas Ferreira, preferiam Pablo Marçal (PRTB), ao mesmo tempo em que um terceiro grupo dentro do bolsonarismo optava pela neutralidade entre as duas candidaturas. Embora o 1º turno tenha terminado praticamente empatado entre Nunes, Boulos e Marçal, com os dois primeiros ficando com 29% dos votos válidos enquanto o último teve 28%, ao final da eleição a chamada direita pragmática saiu vitoriosa, uma vez que Nunes (MDB) foi reeleito em segundo turno com 59,35% dos votos, vencendo o candidato Guilherme Boulos (PSOL), que obteve 40,65% dos votos.
Nestas eleições, o MDB se manteve como o partido que mais elegeu vereadores no país, com 8.050 cadeiras conquistadas no primeiro turno, um aumento de 688 em relação a 2020, apesar de longe dos 13.091 vereadores eleitos pelo partido em 1996. Já entre prefeitos, o MDB elegeu 863 prefeitos, apesar do aumento em relação a 2020, perdeu posto de partido com mais prefeitos, que tinha desde 2000, para o PSD.

## Organização

### Mandatos relevantes atuais
| Senadores atuais (10) | Senadores atuais (10)                                   | Senadores atuais (10)   |
| UF | Senador(a) e Legislaturas                               | Imagem                  |
| --- | ------------------------------------------------------- | ----------------------- |
| AL | Renan Calheiros 50ª e 51ª 52ª e 53ª 54ª e 55ª 56ª e 57ª | Renan Calheiros         |
| AL | Fernando Farias+ 57ª e 58ª                              | Fernando Farias         |
| AM | Eduardo Braga 54ª e 55ª 56ª e 57ª                       | Eduardo Braga           |
| PA | Jader Barbalho 50ª e 51ª 54ª e 55ª 56ª e 57ª            | Jader Barbalho          |
| PB | Veneziano Vital do Rêgo* 56ª e 57ª                      | Veneziano Vital do Rêgo |
| PE | Fernando Dueire+ 56ª e 57ª 57ª e 58ª                    | Fernando Dueire         |
| PI | Marcelo Castro 56ª e 57ª                                | Marcelo Castro          |
| RO | Confúcio Moura 56ª e 57ª                                | Confúcio Moura          |
| SC | Ivete da Silveira+ 56ª e 57ª                            | Ivete da Silveira       |
| SP | Alexandre Luiz Giordano+ 56ª e 57ª 57ª e 58ª            | Alexandre Luiz Giordano |
| Observações: Nomes marcados com o símbolo * foram eleitos em 2018 por outros partidos. Kátia Abreu (TO), eleita pelo MDB em 2014, foi expulsa do partido em novembro de 2017. Nomes marcados com o símbolo + são suplentes em exercício ou efetivados. Alexandre Giordano assumiu como senador após a morte de Major Olímpio em 2021, se filiando ao MDB em julho do mesmo ano. Fernando Farias assumiu após a nomeação de Renan Filho para o Ministério dos Transportes em 2023. A suplente Ivete da Silveira (SC) foi efetivada após a renúncia de Jorginho Mello (PL-SC), que foi eleito governador. |                                                         |                         |

| Governadores atuais (3) | Governadores atuais (3) | Governadores atuais (3) |
| UF                      | Governador              | Imagem                  |
| ----------------------- | ----------------------- | ----------------------- |
| AL                      | Paulo Dantas            | Paulo Dantas            |
| DF                      | Ibaneis Rocha           | Ibaneis Rocha           |
| PA                      | Helder Barbalho         | Helder Barbalho         |

| Deputados federais atuais (42) | Deputados federais atuais (42) | Deputados federais atuais (42) | Deputados federais atuais (42)        |
| UF | Deputado(a)                    | UF                             | Deputado(a)                           |
| --- | ------------------------------ | ------------------------------ | ------------------------------------- |
| PR | Sergio Souza³                  |                                |                                       |
| AL | Isnaldo Bulhões²               | RJ                             | Gutemberg Reis                        |
| PE | Iza Arruda                     |                                |                                       |
| AL | Rafael Brito                   | AP                             | Acácio Favacho²                       |
| RJ | Otoni de Paula²                | AP                             | Doutor Pupio                          |
| BA | Ricardo Maia                   | CE                             | Eunício Oliveira 4                    |
| RO | Lucio Mosquini²                | DF                             | Rafael Prudente                       |
| GO | Célio Silveira                 |                                |                                       |
| GO | Marussa Boldrin                | RR                             | Duda Ramos                            |
| MA | Roseana Sarney                 | RR                             | Helena da Asatur                      |
| MT | Emanuel Pinheiro Neto          | RS                             | Alceu Moreira³                        |
| MG | Hercílio Coelho Diniz          | RS                             | Márcio Biolchi²                       |
| MG | Mauro Lopes⁷                   | RS                             | Osmar Terra⁶                          |
| MG | Newton Cardoso Jr.²            | SC                             | Carlos Chiodini                       |
| MT | Juarez Costa                   | SC                             | Cobalchini                            |
| PA | Andreia Siqueira               | SC                             | Rafael Pezenti                        |
| PA | Antônio Doido                  | SP                             | Alberto Mourão                        |
| PA | Doutora Alessandra Haber       | PA                             | Elcione Barbalho⁶                     |
| PA | José Priante⁶                  | SP                             | Baleia Rossi² (presidente do partido) |
| PA | Henderson Pinto                |                                |                                       |
| PA | Keniston Braga                 | SP                             | Delegado Palumbo                      |
| PA | Olival Marques                 | SP                             | Simone Marquetto                      |
| PA | Renilce Nicodemos              |                                |                                       |
| |                                |                                |                                       |
| Observações: Em 2022, o MDB elegeu 42 deputados federais. Nomes marcados com o símbolo + são suplentes em exercício ou efetivados. Os números (a partir de 2) indicam a quantidade de mandatos exercidos no cargo. |                                |                                |                                       |

| Atuais Prefeitos de Capitais (5) | Atuais Prefeitos de Capitais (5) | Atuais Prefeitos de Capitais (5) | Atuais Prefeitos de Capitais (5) |
| UF                               | Capital                          | Prefeito                         | Imagem                           |
| -------------------------------- | -------------------------------- | -------------------------------- | -------------------------------- |
| PA                               | Belém                            | Igor Normando                    |                                  |
| RR                               | Boa Vista                        | Arthur Henrique                  |                                  |
| AP                               | Macapá                           | Dr. Furlan                       |                                  |
| SP                               | São Paulo                        | Ricardo Nunes                    |                                  |
| RS                               | Porto Alegre                     | Sebastião Melo                   |                                  |

| Data      | Filiados  | Crescimento anual | Crescimento anual |
| --------- | --------- | ----------------- | ----------------- |
| dez./2006 | 2.039.334 | –                 | –                 |
| dez./2007 | 2.101.853 | 62.519            | +3,0%             |
| dez./2008 | 2.061.115 | 40.738            | -1,9%             |
| dez./2009 | 1.961.576 | 99.539            | -5,0%             |
| dez./2010 | 2.315.193 | 353.617           | +18%              |
| dez./2011 | 2.361.583 | 46.390            | +2,0%             |
| dez./2012 | 2.356.104 | 5.479             | -0,2%             |
| dez./2013 | 2.354.678 | 1.426             | -0,0%             |
| dez./2014 | 2.353.059 | 1.619             | -0,0%             |
| dez./2015 | 2.376.463 | 23.404            | +0,9%             |
| dez./2016 | 2.401.556 | 25.093            | +1,0%             |
| dez./2017 | 2.396.539 | 5.017             | -0,2%             |
| dez./2018 | 2.392.485 | 4.054             | -0,1%             |
| dez./2019 | 2.130.140 | 262.345           | -12%              |
| dez./2020 | 2.166.048 | 35.908            | +1,6%             |
| dez./2021 | 2.128.173 | 37.875            | -1,7%             |
| dez./2022 | 2.075.986 | 52.187            | -2,4%             |
| dez./2023 | 2.044.427 | 31.559            | -1,5%             |
| dez./2024 | 2.069.493 | 25.066            | +1,22%            |

## Desempenho eleitoral
| Legislatura      | Bancada   | %    | ±   |
| ---------------- | --------- | ---- | --- |
| 49.ª (1991–1995) | 109 / 502 | 21,7 | 151 |
| 50.ª (1995–1999) | 107 / 513 | 20,8 | 2   |
| 51.ª (1999–2003) | 83 / 513  | 16,1 | 24  |
| 52.ª (2003–2007) | 74 / 513  | 14,4 | 9   |
| 53.ª (2007–2011) | 89 / 513  | 17,3 | 15  |
| 54.ª (2011–2015) | 79 / 513  | 15,3 | 10  |
| 55.ª (2015–2019) | 66 / 513  | 12,8 | 13  |
| 56.ª (2019–2023) | 34 / 513  | 6,6  | 32  |
| 57.ª (2023–2027) | 42 / 513  | 8,1  | 8   |

| Legislatura      | Bancada   | %    | ±       |
| ---------------- | --------- | ---- | ------- |
| 49.ª (1991–1995) | sem dados |      | Estável |
| 50.ª (1995–1999) | 29 / 81   | 35,8 | Estável |
| 51.ª (1999–2003) | 26 / 81   | 32   | 3       |
| 52.ª (2003–2007) | 19 / 81   | 23,4 | 7       |
| 53.ª (2007–2011) | 16 / 81   | 19,7 | 3       |
| 54.ª (2011–2015) | 19 / 81   | 23,4 | 3       |
| 55.ª (2015–2019) | 19 / 81   | 23,4 | Estável |
| 56.ª (2019–2023) | 13 / 81   | 16   | 6       |
| 57.ª (2023–2027) | 10 / 81   | 12,3 | 3       |

### Eleições presidenciais
| Ano  | Imagem                                                            | Candidato(a) a Presidente | Candidato a Vice-Presidente | Coligação                                                                         | Votos               | Posição |
| ---- | ----------------------------------------------------------------- | ------------------------- | --------------------------- | --------------------------------------------------------------------------------- | ------------------- | ------- |
| 1989 | Ulysses Guimarães                                                 | Ulysses Guimarães (PMDB)  | Waldir Pires (PMDB)         | Sem coligação                                                                     | 3.204.932 (4,73%)   | 7ª      |
| 1994 | Orestes Quércia                                                   | Orestes Quércia (PMDB)    | Iris de Araújo (PMDB)       | Desenvolvimento do Brasil (PMDB e PSD)                                            | 2.772.121 (4,38%)   | 4ª      |
| 2002 |                                                                   | José Serra (PSDB)         | Rita Camata (PMDB)          | Grande Aliança (PSDB e PMDB)                                                      | 33.370.739 (38,72%) | 2ª      |
| 2010 |                                                                   | Dilma Rousseff (PT)       | Michel Temer (PMDB)         | Para o Brasil Seguir Mudando (PT, PMDB, PR, PSB, PDT, PCdoB, PSC, PRB, PTC e PTN) | 55.752.529 (56,05%) | 1ª      |
| 2014 |                                                                   | Dilma Rousseff (PT)       | Michel Temer (PMDB)         | Com a Força do Povo (PT, PMDB, PSD, PP, PR, PROS, PDT, PCdoB e PRB)               | 54.495.459 (51,64%) | 1ª      |
| 2018 |                                                                   | Henrique Meirelles (MDB)  | Germano Rigotto (MDB)       | Essa é a Solução (MDB e PHS)                                                      | 1.288.941 (1,20%)   | 7ª      |
| 2018 | Segundo turno: neutralidade e liberação de diretórios e filiados. |                           |                             |                                                                                   |                     |         |
| 2022 |                                                                   | Simone Tebet (MDB)        | Mara Gabrilli (PSDB)        | Brasil para Todos (MDB, Federação PSDB Cidadania e PODE)                          | 4.915.306 (4,16%)   | 3ª      |
| 2022 | Segundo turno: neutralidade e liberação de diretórios e filiados. |                           |                             |                                                                                   |                     |         |

## Presidentes do Brasil
| N.º | Nome          | Retrato | Origem       | Período dos mandatos                          |
| --- | ------------- | ------- | ------------ | --------------------------------------------- |
| 1º  | José Sarney   |         | Maranhão     | 15 de março de 1985 - 15 de março de 1990     |
| 2º  | Itamar Franco |         | Minas Gerais | 29 de dezembro de 1992 - 1 de janeiro de 1995 |
| 3º  | Michel Temer  |         | São Paulo    | 31 de agosto de 2016 - 1 de janeiro de 2019   |

## Escândalos de corrupção
Com base em dados divulgados pelo Tribunal Superior Eleitoral, o Movimento de Combate à Corrupção Eleitoral divulgou um balanço, em 4 de outubro de 2007, com os partidos com maior número de parlamentares cassados por corrupção desde o ano 2000. O PMDB aparece em segundo lugar na lista, com 19,5% das cassações, atrás somente do DEM, que lidera com 20,4%.
Segundo o Dossiê do Movimento de Combate à Corrupção Eleitoral divulgado em 2007, o PMDB ocupava a segunda posição do ranking, com 66 parlamentares cassados por corrupção no período de 2000 à 2007.

### Operação Lava Jato
A Operação Lava Jato foi um conjunto de investigações realizadas pela Polícia Federal do Brasil (PF), que cumpriu mais de mil mandados de busca e apreensão, de prisão temporária, de prisão preventiva e de condução coercitiva, visando apurar um esquema de lavagem de dinheiro que movimentou bilhões de reais em propina, denominado Petrolão. De acordo com investigações e delações premiadas, estavam envolvidos em corrupção membros administrativos da empresa estatal Petrobras, políticos dos maiores partidos do Brasil, além de empresários de grandes empresas brasileiras. A Polícia Federal considera-a a maior investigação de corrupção da história do país.

## Símbolos
Evolução do símbolo/logotipo do PMDB/MDB

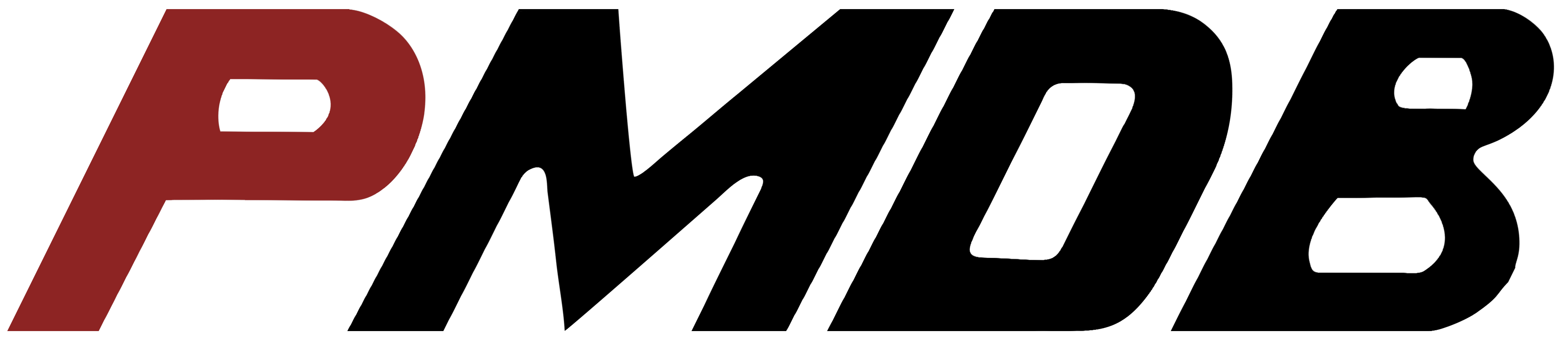
Símbolo usado de 1980 a 1990
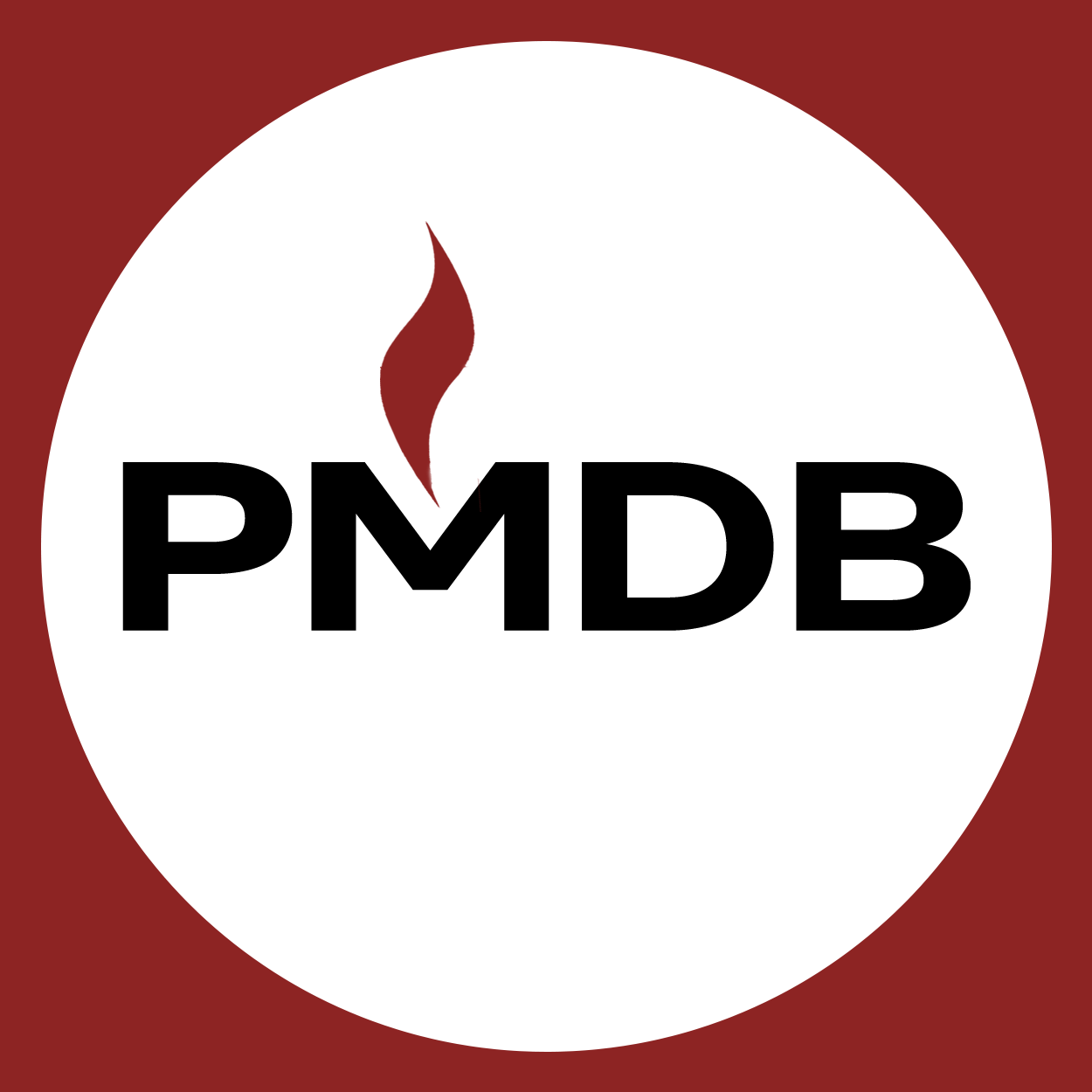
Símbolo usado de 1990 a 1992
Símbolo usado de 1992 a 2000

Símbolo usado entre 2000 e 2017
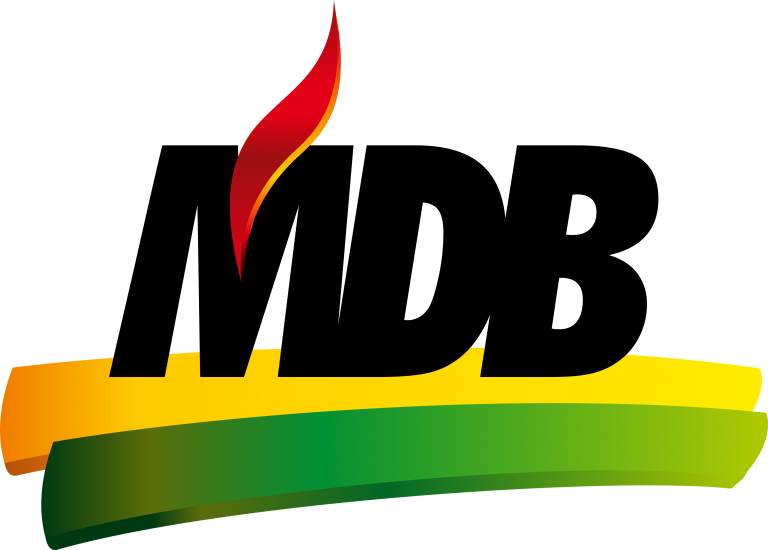
Símbolo usado desde 2017